# Bobotrutka trująca
Bobotrutka trująca, bobotrutka kalabarska, fasola kalabarska (Physostigma venenosum) – gatunek rośliny z rodziny bobowatych. Pochodzi z terenów tropikalnych Afryki Zachodniej. Uprawiany w Indiach i Brazylii.

## Morfologia
Pnącze z łodygą w dolnej partii zdrewniałej, posiadająca wąsy czepne. Liście duże, zebrane po trzy (trójlistkowe). Kwiaty okazałe, motylkowe, w kolorach fioletowym bądź różowym zebrane są w gronach. Umieszczone są w kątach liści. Owocem jest duży, dochodzący do 20 cm strąk zawierający duże i trujące nasiona.

## Zastosowanie
Roślina lecznicza i trująca. Nasiona zawierają alkaloid fizostygminę (eseryna). Jest używany w okulistyce przy leczeniu jaskry. W przypadku zatrucia się jako odtrutkę stosuje się atropinę.
W zachodniej Afryce pod koniec XIX wieku była używana do próby, którą można porównać do średniowiecznych Sądów Bożych (ordalia). Osoba oskarżona o czary lub poważne zbrodnie miała zjeść pół fasoli (około 0,72g). Jeśli przeżyła, była uważna za niewinną. Większych dawek fasolki, mocno rozdrobnionych, używano do wykonywania wyroków śmierci.